# Nortkerque
Nortkerque là một xã trong tỉnh Pas-de-Calais, vùng Hauts-de-France, Pháp.

## Địa lý
Nortkerque 15 miles (24 km) về phía tây bắc Saint-Omer, tại giao lộ của các tuyến đường D224 và đường D226.

## Dân số
| 1962                                                              | 1968 | 1975 | 1982 | 1990 | 1999 | 2006 |
| ----------------------------------------------------------------- | ---- | ---- | ---- | ---- | ---- | ---- |
| 978                                                               | 1010 | 1051 | 1355 | 1539 | 1583 | 1622 |
| Số liệu điều tra dân số tính từ năm 1962, dân số chỉ tính một lần |      |      |      |      |      |      |

## Địa điểm nổi bật
- Nhà thờ St. Martin, thế kỷ 18.